# Midnight Juggernauts
Midnight Juggernauts is een Australische band uit Melbourne. De band is opgericht in 2004 en bestaat uit Vincenzi Vendetta, Andrew Szekeres en Daniel Stricker. Hun debuutalbum Dystopia verscheen in 2007 op hun eigen label Siberia Records.

## Discografie
Albums
- Dystopia (2007)
- The Crystal Axis (2010)

Singles
- "45 And Rising" 12" (2006), Cutters
- "Road to Recovery" (2007), Siberia
- "Shadows" 12" (2008), Siberia
- "Into the Galaxy" 12" (2008), Siberia